# Holomelina semirosea
Holomelina semirosea är en fjärilsart som beskrevs av Druce 1889. Holomelina semirosea ingår i släktet Holomelina och familjen björnspinnare. Inga underarter finns listade i Catalogue of Life.